# Parque nacional de Koli
El Parque Nacional de Koli (en finés: Kolin kansallispuisto) es un parque nacional de los municipios de Joensuu, Lieksa y Kontiolahti en la región de Karelia del Norte, en Finlandia. Cubre 30 kilómetros cuadrados de colinas arboladas en la orilla occidental de Lago Pielinen, y fue establecido en 1991. Contrariamente a los otros parques nacionales en Finlandia, el Parque Nacional de Koli era originalmente gobernado por el Instituto del Bosque finlandés Metla. Ahora  es gobernado por el Metsähallitus como los otros parques nacionales.
El propósito del parque nacional no es para preservar naturaleza salvaje, sino más bien por el patrimonio agrícola tradicional de esta región. Algunos campos son segados, quemados y re-cultivados; el heno se corta de manera anual. Las razas finlandesas tradicionales de vaca y oveja pacen en los prados de Koli.

## Naturaleza
El Parque Nacional de Koli está dividido en tres zonas diferentes según objetivos de protección central.
La zona cultural está localizada bastante cerca de un pueblo. En la zona de cultura agrícola, los paisajes tradicionales están en constante mantenimiento y aprovechamiento. La naturaleza del bosque, en cambio, está protegida. El terreno es muy diverso, y gracias a ello,  hay un gran número de biotopos diferentes incluso en una área pequeña, y por ello una gran variedad de especies. El terreno pedregoso es bastante abrupto, pero permite el crecimiento denso de coníferas.

## Atracciones
El punto más conocido en el parque es Ukko-Koli, con una vista magnífica del lago Pielinen. Dos ascensores panorámicos operan durante el verano.
Hoy en día hay dos estaciones de esquí en Koli: Loma-Koli para familias y Ukko-Koli para más adelantados. Hay tres telesillas y seis pendientes de esquí en Ukko-Koli. La cota vertical más alta es 230 metros y las pendientes de esquí son de 800 a 1.500 metros. Hay cuatro telesillas y seis pendientes de esquí en Loma-Koli. La cota vertical más alta es 145 metros y las pendientes de esquí son de 530 a 1.050 metros. Dos de las pendientes son para snowboarding. Hay también castillos de nieve para niños.